# 王晓东 (1962年)
王晓东（1962年—2013年11月19日），陕西府谷人，中共党员，曾任北京广播电视台台长。

## 生平
1984年，毕业于中国人民大学新闻系，后进入北京日报担任记者，后升任北京北广传媒集团副总经理、北广传媒移动电视公司董事长等，任北京广播电视台台长兼北京电视台台长。